# Preseka
 Ovo je glavno značenje pojma Preseka. Za druga značenja pogledajte Preseka (razdvojba).
Preseka je općina u Hrvatskoj.

## Zemljopis
Smještena je u mikroregiji Lonjsko-česmanske zavale Središnje Hrvatske, 45 km sjeveroistočno od grada Zagreba.

## Stanovništvo
Općina Preseka ima 1670 stanovnika (2001.), prosječnu godišnju stopu pada –0,94 % (1991. – 2001.), prosječna gustoća naseljenosti 35 st/km2, 530 domaćinstava, žena 51,1 %, muškaraca 48,9 %. Stanovništvo po dobi u dubokoj starosti (mlado 21,4 %, zrelo 49,4 % i staro 29,1 %). Stopa rođenih 15,0 %, stopa umrlih 24, 6% i stopa prirodnog pada –9,6 %. U narodnosnom sastavu prevladavaju Hrvati 99,58 %, a ostali su: Srbi 0,12%, Albanci 0,06%, nije se izjasnilo 0,06 % i 0,18 % nepoznato.
126 stanovnika (2001.), prosječna godišnja stopa pada –1,05 %, prosjećna gustoća naseljenosti 51 st/km2, 38 domaćinstava, žena 46,8 %, muškaraca 53,2 %. Stanovništvo po dobi u dubokoj starosti (mlado 21,4 %, zrelo 51,6 % i staro 27,0 %.
| broj stanovnika | 1533  | 1552  | 1627  | 2031  | 3140  | 3621  | 3704  | 4140  | 4072  | 3988  | 3570  | 2813  | 2339  | 1855  | 1670  | 1448  | 1129  |
|                 | 1857. | 1869. | 1880. | 1890. | 1900. | 1910. | 1921. | 1931. | 1948. | 1953. | 1961. | 1971. | 1981. | 1991. | 2001. | 2011. | 2021. |

| broj stanovnika | 120   | 134   | 138   | 150   | 203   | 233   | 187   | 214   | 216   | 206   | 186   | 171   | 153   | 140   | 126   | 104   | 83    |
|                 | 1857. | 1869. | 1880. | 1890. | 1900. | 1910. | 1921. | 1931. | 1948. | 1953. | 1961. | 1971. | 1981. | 1991. | 2001. | 2011. | 2021. |

## Uprava
Lokalna samouprava Općine Preseka na čelu s načelnikom Martinom Martićem.

## Gospodarstvo
Gospodarska osnova: poljodjelstvo, vinogradarstvo, stočarstvo, trgovina, ugostiteljstvo i obrti (vulkanizerski, pekarski i dr.), područna škola Preseka OŠ Vrbovec, ambulanta opće medicine Doma zdravlja Vrbovec, veterinarska ambulanta Veterinarske stanice Vrbovec, veterinarska ljekarna, poštanski ured HP-PS Zagreb; gospodarska struktura stanovništva: ukupno je aktivno 684 stanovnika. U primarnom sektoru zaposleno je 56,7 %, u sekundarnom 26,0 %, a u tercijarom 17,3 % stanovnika.

## Spomenici i znamenitosti
- Spomenik palim partizanima u II. svjetskom ratu.

## Obrazovanje
- Područna škola OŠ Vrbovec

## Kultura
Župna crkva sv. Petra apostola izgrađena je 1614., posvećena 1689., a obnovljena 1927. u istoimenoj župi koja je osnovana 1334. godine. Spada u Vrbovečki dekanat Bjelovarsko-križevačke biskupije.

## Šport
- NK Preseka
- Športsko ribolovna udruga "Klen" Preseka
- Lovačka udruga "Fazan" Preseka.

## Vanjske poveznice
- Službena web-stranica